# Epimyrma goridaghini
Epimyrma goridaghini é uma espécie de formiga da família Formicidae. É endémica da Rússia.